# Томшанка (Арђеш)
Томшанка (рум. Tomșanca) насеље је у Румунији у округу Арђеш у општини Бузоешти. Oпштина се налази на надморској висини од 231 m.

## Становништво
Према подацима из 2002. године у насељу је живело 397 становника, од којих су сви румунске националности.